# Gibó negre
El gibó negre (Nomascus concolor) és una espècie de primat hominoïdeu de la família dels hilobàtids. És endèmic del sud-est asiàtic i es troba en perill d'extinció.

## Subespècies
- Nomascus concolor concolor
- Nomascus concolor lu
- Nomascus concolor jingdongensis
- Nomascus concolor furvogaster